# 辉韭
辉韭（学名：Allium strictum）为葱科葱属的植物。分布于西伯利亚、欧洲、蒙古、中亚地区以及中国大陆的新疆、内蒙古、黑龙江、吉林、宁夏、甘肃等地，生长于海拔800米至1,700米的地区，一般生于山坡、湿地、林下或草地上，目前已由人工引种栽培。

## 别名
辉葱

## 异名
- Allium bogdoicolum Rgl.